# Le Poulet de Bresse
Cet article possède un paronyme, voir Poule de Bresse.
Pour les articles homonymes, voir Bresse (homonymie).
Le Poulet de Bresse ou Le plus grand poulet du monde est une sculpture monumentale en métal représentant un poulet de Bresse réalisée par Jean Brisé et installée sur l'aire de repos éponyme de l'A39 à Dommartin-lès-Cuiseaux en France. Elle est un exemple connu de ce qui est parfois et péjorativement appelé l'« art autoroutier ».
Une plaque explicative au pied du monument précise que la sculpture mesure 20 mètres de haut et a été réalisée avec du tube inox de 32 cm de diamètre par l'entreprise « Chaudronnerie du Revermont ». Elle a été inaugurée le 11 juin 1999 par René Beaumont alors président du conseil général de Saône-et-Loire.

## Utilisation dans la culture
- La sculpture apparaît dans le film La Vie très privée de Monsieur Sim.

## Rénovation
En avril 2025 après avoir été endommagée par un poids lourd en octobre 2024, la queue du poulet a entièrement été rénovée. Deux jours de travaux ont été nécessaires avec de nombreuses opérations de soudures et la circulation autour du rond-point à du être coupée.